# Zonateres lanei
Zonateres lanei — вид змій родини полозових (Colubridae). Мешкає в Південній Америці. Це єдиний представник монотипового роду Zonateres.

## Поширення і екологія
Zonateres lanei поширені від провінції Формоса на півночі Аргентини через басейн річки Парагвай в Парагваї до Центральної і Північної Болівії, а також у Бразилії, в басейні річки Мадейра на південному заході та від Обідуса до Маражо в Парі на північному сході країни. Вони живуть у саванах Чако, в Пантаналі та Амазонії, в заплавах річок та на берегах сезонних водотоків. Живляться жабами. Живородні.